# Stenhousemuir
Stenhousemuir – miasto w środkowej Szkocji, w hrabstwie Falkirk, historycznie w Stirlingshire, położone na północnym brzegu rzeki Carron, w bezpośrednim sąsiedztwie miejscowości Larbert (na zachodzie) i Carron (na wschodzie). W 2011 roku liczyło 10 049 mieszkańców.

## Historia
Miasto powstało na terenach stanowiących dawniej część posiadłości ziemskiej Stenhouse, należącej do rodu Bruce. Wzniesiona w 1622 roku rezydencja szlachecka zburzona została w latach 60. XX wieku; w jej miejscu zbudowane zostało osiedle mieszkaniowe. Nieopodal rezydencji znajdowała się rotunda, nazwana Arthur's O'on, wzniesiona przez Rzymian około II wieku, rozebrana w 1743 roku w celu pozyskania budulca. W 1759 roku w pobliżu powstała huta żelaza Carron Iron Works, w XIX wieku będąca jednym z największych zakładów tego typu na świecie. Od 1785 roku do końca XIX wieku w Stenhousemuir organizowane były wielkie targi bydła.